# Arquitetura etiquetada
Uma arquitectura etiquetada é, em ciências da computação, um tipo específico de arquitectura de computadores em que toda a palavra de memória constitui uma união etiquetada, sendo dividida entre um número de bits de dados e uma secção-etiqueta, que desempenha a função de descrever o tipo de dados, em particular como deverá ser interpretada ou, caso seja uma referência, o tipo do objecto a que se refere.
Dois exemplos notáveis de arquitecturas etiquetadas são as máquinas Lisp, que possuiam suporte para ponteiros etiquetados ao nível do hardware e opcode, e o grande sistema Burroughs.